# Лужане
Лужане — деревня в Торопецком районе Тверской области России. Входит в состав Подгородненского сельского поселения.

## История
Сельцо Лужани впервые упоминается на топографической карте Фёдора Шуберта 1867—1906 годов.
В списке населённых мест Торопецкого уезда Псковской губернии за 1885 год значится сельцо Лужани. Располагалось при пруде в 19 верстах от уездного города. Имело 8 дворов и 50 жителей.
На карте РККА 1923—1941 годов обозначена деревня Лужани. Имела 10 дворов.
До 2005 года деревня входила в состав Пчелинского сельского округа. С 2005 — в составе Подгородненского сельского поселения.

## География
Деревня расположена в 14 км (по автодороге — 21 км) к северо-западу от районного центра Торопец. Ближайший населённый пункт — деревня Пчелино.
Климат
Деревня, как и весь район, относится к умеренному поясу северного полушария и находится в области переходного климата от океанического к материковому. Лето с температурным режимом +15…+20 °С (днём +20…+25 °С), зима умеренно-морозная −10…−15 °С; при вторжении арктических воздушных масс до −30…-40 °С.
Среднегодовая скорость ветра 3,5—4,2 метра в секунду.
Часовой пояс
Деревня Лужане, как и вся Тверская область находится в часовой зоне МСК (московское время). Смещение применяемого времени относительно UTC составляет +3:00.

## Население
| 2010 |
| ---- |
| 22   |

Национальный состав
Согласно результатам переписи 2002 года, в национальной структуре населения русские составляли 100 % от жителей.